# Rue Caillié
Pour les articles homonymes, voir Caillé (homonymie).
La rue Caillié est une voie du 18e arrondissement de Paris, en France.

## Situation et accès
La rue Caillié est une voie publique située dans le 18e arrondissement de Paris. Elle débute au 8, boulevard de la Chapelle et se termine au 25, rue du Département.

## Origine du nom
Elle porte le nom de l'explorateur René Caillié (1799-1838), premier Européen qui ait pu revenir de Tombouctou.

## Historique
Jusqu'en 1789, cette voie de l'ancienne commune de La Chapelle s'est appelée « impasse Martin », du nom de son propriétaire, avant de prendre le nom de « rue Martin ».
Le classement de cette voie ayant été ajourné en 1863, lors de l’absorption du village de La Chapelle à Paris, elle est finalement classée dans la voirie parisienne par un décret du 25 juillet 1866.
Elle prend la dénomination de rue Caillé (sans le deuxième « i ») par un arrêté du 16 août 1879. Désormais, les plaques affichent la bonne orthographe, soit « rue Caillié ».
Avant la rénovation du quartier (principalement dans les années 2010-2020), c’était « autrefois une des rues les plus crapoteuses de Paris, semée d’hôtel miteux (…) ».